# Mîhailivka, Kreminna
Mîhailivka (în ucraineană Михайлівка) este localitatea de reședință a comunei Mîhailivka din raionul Kreminna, regiunea Luhansk, Ucraina.

## Demografie
Componența lingvistică a localității Mîhailivka
     Ucraineană (91,74%)
     Rusă (7,08%)
     Belarusă (1,01%)
Conform recensământului din 2001, majoritatea populației localității Mîhailivka era vorbitoare de ucraineană (91,74%), existând în minoritate și vorbitori de rusă (7,08%) și belarusă (1,01%).